# Stefan Job
Stefan Job (* 26. Oktober 1964 in Wuppertal, Deutschland) ist ein deutscher Schauspieler und Regisseur.

## Leben
Job absolvierte 1987 seine dreijährige Ausbildung zum Schauspieler. Die erste Rolle bekam Job bei der Lindenstraße. Job hat bei diversen Kinoproduktionen wie. u. a. Nicht mein Tag neben Moritz Bleibtreu und Axel Stein mitgewirkt. Job ist ebenfalls als Regisseur, Model, Synchronsprecher und Moderator tätig. Seit 2015 moderiert Job den "Filmtalk NRW" in Düsseldorf, auf dem er bisher verschiedene Künstler aus der Filmbranche wie beispielsweise Shawn Bu, Yasin Islek, Martin Armknecht, Ralf Richter, Richard Sammel oder Svenja Jung empfangen und interviewt hat. Job ist Preisträger des 'BEST ACTOR 2020' Awards vom Hatay Independent Filmfestival.

## Filmografie (Auswahl)
- 1988: Lindenstraße
- 1994: Voll normaaal
- 2007: Gedankengang
- 2011: Der rosarote Diamant des Radisson Blu
- 2013: Schleichweg
- 2013: Nicht mein Tag
- 2014: Unter uns
- 2016: Golden Oriole
- 2017: Monitored
- 2017: We Go High
- 2020: JokeRS Comedy
- 2020: Therapiesitzung
- 2020: Wie am Schnürchen
- 2022: Das Spiel endet
- 2022: Rohdiamanten
- 2022: Ich bremse auch für Tiere

## Auszeichnungen
- 2017: Publikumspreis für das Musikvideo Liebe liebt, Glüxkinder beim Eat My Shorts – Hagener Kurzfilmfestival
- 2019: Charity Video Award 2019 (3rd) für den besten Kurzfilm in Düsseldorf (NRW) für We Go High von Denis Seyfert[3]
- 2020: Best Actor 2020 beim Hatay Independent Filmfestival in Hatay (Türkei) für Wie Am Schnürchen von Ingo Forsthofer